# Steve Miller Band
The Steve Miller Band er et rockband fra USA.
Steve Miller Band opnåede betydelig popularitet i 1970'erne og de tidligere 1980'ere.
Blandt orkesterets større hits var "The Joker" fra albummet af samme navn samt "Jet Airliner" fra 1977 (skrevet af Paul Pena).

## Diskografi
- Sailor (1968)
- Brave New World (1969)
- Rock Love (1971)
- The Joker (1973)
- The Very Best of the Steve Miller band (1976)
- Fly Like An Eagle (1976)
- Circle of Love (1981)
- Abracadabra (1982)
- Living in the 20th century (1986)
- Wide river (1993)
- Number 5 (1997)
- Bingo! (2010)
- Let Your Hair Down (2011)

| Musikgruppe | Spire Denne artikel om en amerikansk musikgruppe er en spire som bør udbygges. Du er velkommen til at hjælpe Wikipedia ved at udvide den. |